# El Alto
El Alto je město v bolivijském departementu La Paz, jehož současný počet obyvatel se odhaduje na necelý jeden milion (oficiálně 842 378 podle sčítání z roku 2012). Město, jehož název znamená doslova Výšiny, je západním sousedem sídla bolivijské vlády La Pazu.

## Historie
Na vyprahlé horské pláni nad La Pazem se objevilo první osídlení v roce 1903 v souvislosti s výstavbou železniční trati k jezeru Titicaca. Vzniklo zde chudinské předměstí, kde ještě v polovině dvacátého století žilo okolo třiceti tisíc obyvatel, kteří vesměs pracovali v La Pazu, ale postupně vznikala infrastruktura a průmysl a do El Alta přicházeli bezzemci z venkova, které lákaly výrazně levnější pozemky než v metropoli. V roce 1985 se El Alto odtrhlo od La Pazu a o dva roky později získalo statut města. Neustávající příliv obyvatel způsobil, že El Alto počtem obyvatel přerostlo samotný La Paz a je druhým největším městem v Bolívii.

## Populace
Většinu populace, 76 procent, tvoří Ajmarové, kteří jsou indiánského původu a jejichž vlastním jazykem je ajmarština. Dalších 9 procent obyvatel města jsou Kečuové. 15 procent tvoří míšenci indiánských a evropských předků.
El Alto je druhým největším městem v Bolívii po naftařské metropoli Santa Cruz de la Sierra na východě země a největším městem, v němž většinu populace tvoří indiáni.

## Kultura a školství
Nachází se zde výtvarná galerie Museo de Arte Antonio Paredes Candia a vysoká škola Universidad Pública de El Alto, město má i vlastní televizní stanici TV El Alto a deník El Alteño.

## Náboženství
Roku 1994 byla vytvořena Římskokatolická diecéze El Alto.

## Klimatické podmínky
Město má drsné vysokohorské klima: v zimních měsících teploty běžně klesají pod bod mrazu, v létě nepřekračují 20 °C. Je nejvýše položeným velkoměstem na světě (4160 m n. m.).

## Životní a sociální podmínky
Město se vyznačuje chaotickým růstem a nízkou životní úrovní. Jeho prudký rozvoj způsobuje problémy s pitnou vodou a závadnou či nedostatečnou kanalizací. O chudinskou mládež pečuje dobročinná nadace Palliri. 
Pro život v El Alto jsou typická častá setkání  se ženami zvanými cholitas, oblečenými v typických krojích té oblasti. Tyto ženy jsou ve městě přirozenými autoritami, vynikají v obchodních činnostech a dohlížejí na pořádek na ulicích. Provozují také zápasy v ringu.

## Politika
Vzhledem k převaze domorodého obyvatelstva je El Alto tradiční baštou prezidenta Evo Moralese. V roce 2003 místní obyvatelé na protest proti politice bolivijské vlády blokovali cestu spojující La Paz s letištěm a došlo ke krvavým srážkám.

## Architektura
Pro El Alto je typická tzv. neoandská architektura vycházející z indiánských tradic, jejím hlavním představitelem je Freddy Mamani.

## Doprava

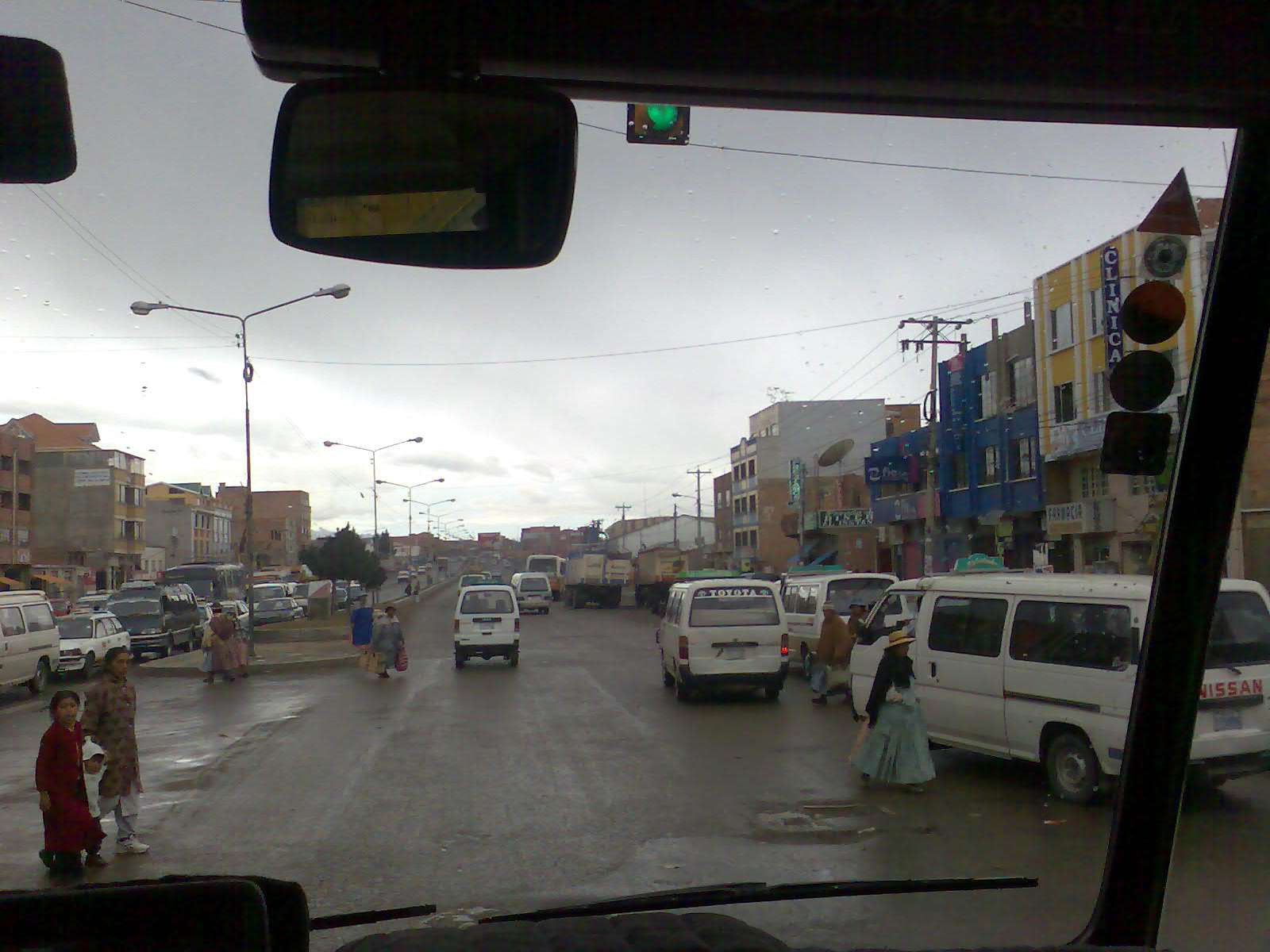
Jedna z hlavních ulic města

Město El Alto je propojeno s městem La Paz pomocí dvou linek lanovkového systému Mi Teleférico. Na území města se nachází mezinárodní letiště El Alto.